# Diocèse d'Irkoutsk
Le diocèse Saint-Joseph à Irkoutsk est un diocèse catholique, situé en Sibérie centrale et orientale, suffragant de l'archidiocèse de la Mère de Dieu à Moscou. L'évêque ordinaire du diocèse est actuellement Cyrille Klimowicz, depuis 2003, et son siège est à Irkoutsk, dans la nouvelle cathédrale du Cœur-Immaculé-de-Marie (construite entre 1999 et 2001). Il est de très loin le plus grand diocèse catholique au monde, avec un territoire total de 9 960 000 km2 en Sibérie et en Extrême-Orient.

## Histoire
Les catholiques, majoritairement polonais, lituaniens ou allemands, apparurent au fur et à mesure de l'avancée russe à travers la Sibérie vers l'Extrême-orient. Les premiers prêtres fondèrent de petites communautés paroissiales au début du XIXe siècle. La paroisse d'Irkoutsk fut fondée en 1820. D'elle dépendaient d'autres communautés qui s'étendaient jusqu'à Iakoutsk. La paroisse de Krasnoïarsk fut fondée en 1836, celle de Nikolaïevsk-sur-Amour en 1866, unie à Vladivostok en 1890.
Dans les années 1930, les communautés paroissiales disparurent, tandis que la répression communiste s'abattait sur les fidèles des religions.

## Aujourd'hui
Le territoire de l'administration apostolique de Sibérie fut divisé en deux en 1999 et c'est ainsi que fut créé, le 18 mai 1999, le territoire de l'administration apostolique de la Sibérie orientale devenu diocèse en 2002. Il comportait 81 paroisses en 2005.
Sur les 15 550 000 habitants, 53 000 sont baptisés dans la religion catholique, avec 39 prêtres à leur service.

## Évêques
- } Jerzy Mazur (2002-2003)
- Cyrille Klimowicz (2003-

## Division territoriale
Le diocèse est divisé en cinq doyennés :
- doyenné d'Irkoutsk
- doyenné de Krasnoïarsk
- doyenné d'Iakoutsk
- doyenné de Vladivostok
- doyenné de Magadan

## Paroisses
Parmi ses paroisses réputées, l'on peut distinguer celles de:
- L'église Notre-Dame-de-l'Assomption d'Irkoutsk, où le bienheureux Antoine Leszczewicz fut vicaire de 1914 à 1917
- L'église de la Transfiguration de Krasnoïarsk qui possède un orgue renommé
- L'église de la Nativité de Magadan dans une région d'anciens déportés